# Pterolophia colffsi
Pterolophia colffsi är en skalbaggsart som beskrevs av Stefan von Breuning 1976. Pterolophia colffsi ingår i släktet Pterolophia och familjen långhorningar. Inga underarter finns listade i Catalogue of Life.